# (522) Helga
(522) Helga – planetoida z pasa głównego asteroid okrążająca Słońce w ciągu 6 lat i 337 dni w średniej odległości 3,63 j.a. Została odkryta 10 stycznia 1904 roku w Landessternwarte Heidelberg-Königstuhl w Heidelbergu przez Maxa Wolfa. Nazwa planetoidy została nadana przez porucznika Th. Lassena, który wyliczył jej orbitę. Przed jej nadaniem planetoida nosiła oznaczenie tymczasowe (522) 1904 NC.